# راجر دیویس (اخترفیزیک)
راجر دیویس (انگلیسی: Roger Davies؛ زادهٔ ۱۳ ژانویهٔ ۱۹۵۴) دانشمند در زمینه اخترفیزیک اهل بریتانیا و از دانش‌آموختگان کالج دانشگاهی لندن است.